# 駝背真動齒䲁
駝背真動齒䲁（學名：Blenniella gibbifrons），又稱駝背真蛙䲁，為輻鰭魚綱鳚形目䲁科真動齒䲁屬的一種，分布於印度洋及太平洋，從東非到馬克薩斯群島海域，深度10至20公尺，本魚體延長，稍側扁，頭鈍短，頭頂具冠膜，眶上觸鬚卷絲狀，鼻觸鬚短而呈掌狀，頸背無觸鬚，雄魚身上有暗色帶，每條帶上有一對垂直的長方形斑點，眼睛和鰓蓋後面有一個黑點。雌魚上有淡淡的暗色條紋，上面覆蓋著深色線條，這些線條向身體後部解成破折號，中鰭上有深色斑點，背鰭硬棘12-13枚、背鰭軟條18-20枚、臀鰭硬棘2枚、臀鰭軟條20-21枚，體長可達12公分，棲息在潮間帶的礁岩潮池中，受到驚嚇時會以一前一後方式彈跳，以藻類為食，具有領域性，產附著性卵，可做為觀賞魚。